# Энтезам, Насролла
Насролла Энтезам (перс. نصرالله انتظام‎;
1899, Тегеран — 18 декабря 1980) — иранский государственный деятель, министр и дипломат, председатель 5-й сессии Генеральной Ассамблеи ООН. Младший брат Абдуллы Энтезама.

## Биография
Насролла Энтезам родился в конце XIX века (Энциклопедия Ираника указывает в качестве года рождения 1899, а сайт ООН — 1900 год) в Тегеране. После учёбы в Тегеране, Париже и Германии он во второй половине 1920-х годов работал в дипломатических представительствах Персии в Париже, Варшаве и Лондоне. В 1932 году Энтезам вернулся в Тегеран, присоединившись к отделу договоров министерства иностранных дел.
В ходе англо-персидского нефтяного конфликта 1932—1933 годов Энтезам был секретарём персидской делегации и вместе с Али Акбаром Даваром и Хосейном Алой представлял свою страну в Лиге Наций. После этого он был включён в состав персидской делегации на Лондонской экономической конференции 1933 года. В следующие четыре года он работал в персидских дипломатических представительствах в Лондоне, Берне и Лиге Наций, занимая в последней пост заместителя председателя делегации.
В июле 1938 года Насролла Энтезам возглавил Третий политический отдел министерства иностранных дел, а в 1941 году был назначен начальником протокольной службы шахского двора. С момента отречения Резы Пехлеви в сентябре 1941 года и до назначения в марте 1942 года Мохаммеда Али Форуги министром двора Энтезам единолично управлял делами двора и за это время сблизился с новым шахом Мохаммедом Резой. В январе 1943 года он был назначен министром здравоохранения в кабинете Ахмада Кавама, а при его преемнике Али Сохейли занимал посты министра связи и министра дорожного сообщения. В правительстве Муртазагулу Баята (ноябрь 1944 — апрель 1945) Энтезам был назначен на пост министра иностранных дел, но оставался в этой должности лишь короткое время, в марте отказавшись от неё, чтобы присоединиться к иранской делегации на Сан-Францисской конференции, где решался вопрос о создании ООН.
После образования ООН Насролла Энтезам представлял Иран в этой организации, входя в состав Особой комиссии для оценки ситуации в Палестине в 1947 году, на 4-й сессии Генеральной Ассамблеи возглавив её временный политический комитет, а затем заняв кресло её председателя в ходе 5-й сессии. С июня 1948 по сентябрь 1950 года Энтезам также был послом Ирана в США, но затем был снят с этой должности из-за разногласий с правительством Мохаммеда Мосаддыка. После падения кабинета Мосаддыка Энтезам вернулся к выполнению обязанностей посла, продолжая занимать эту должность до 1956 года. С февраля 1958 по апрель 1962 года Энтезам был послом Ирана во Франции, затем на некоторое время присоединившись к кабинету Асадаллы Аляма как министр без портфеля.
После завершения работы в правительстве Аляма Энтезам отошёл от официальной политической деятельности, хотя и оставался вместе со старшим братом членом влиятельного кружка, возглавляемого Али Амини. Энтезам снова попал в центр общественного внимания в 1975 году, когда шах Мохаммед Реза Пехлеви назначил его председателем учредительного съезда новой (и, как планировалось, единственной в Иране) политической партии «Растахиз». Когда шахский режим пал в начале 1979 года, Насролла Энтезам находился за границей. Друзья отговаривали его от планов вернуться в Иран, но он заявил, что ему нечего скрывать, и вернулся на родину. Он умер вскоре после этого в тюремной больнице, холостым и бездетным.